# Hogna posticata
Hogna posticata là một loài nhện trong họ Lycosidae.
Loài này thuộc chi Hogna. Hogna posticata được Richard C. Banks miêu tả năm 1904.